# Cal Vilella
Cal Vilella és un monument del municipi de Reus (Baix Camp) inclòs en l'Inventari del Patrimoni Arquitectònic de Catalunya.

## Descripció
Al raval de Jesús 44, tenia la seva casa Ramon Vilella, de planta baixa i tres pisos entre mitgeres, de gust senzill i amb molt poca decoració. Destaca la façana fins al primer pis, de pedra picada, i la dels pisos d'estucat. Presenta dues obertures a cada planta. Els balcons del primer i segon pis són correguts amb baranes de ferro forjat. Les mènsules dels balcons presenten decoració floral.
Però el que és interessant és l'edifici de magatzems situat al carrer de sant Esteve, 15, un edifici entre mitgeres de planta baixa, entresòl i dues plantes, al que s'accedeix des de la casa del raval de Jesús. L'immoble té un caràcter funcional, dedicat a magatzem de fruits secs, però la seva façana respon a la voluntat de monumentalitzar l'escenari amb un llenguatge més propi d'un edifici de tipus representatiu. La planta baixa i l'entresòl són construïts amb pedra, mentre que la resta de l'edifici presenta la façana estucada, menys la zona sud i la cornisa superior, on s'utilitza l'obra vista. Només trobem decoració al coronament de l'edifici, una mena de fris de regust clàssic amb petites columnes que suporten capitells de pedra d'estil jònic. Al sector sud de la façana, un cos d'obra vista, ocupa els dos pisos superiors, i és coronat per un timpà, també realitzat amb obra vista i algun element de pedra, que sobresurt en alçada respecte a la resta de l'edifici. A la planta baixa, sobre el que havia de ser originàriament la porta principal, hi ha un medalló oval de terracota amb l'emblema de la casa Vilella i les inicials del propietari, "R. V."

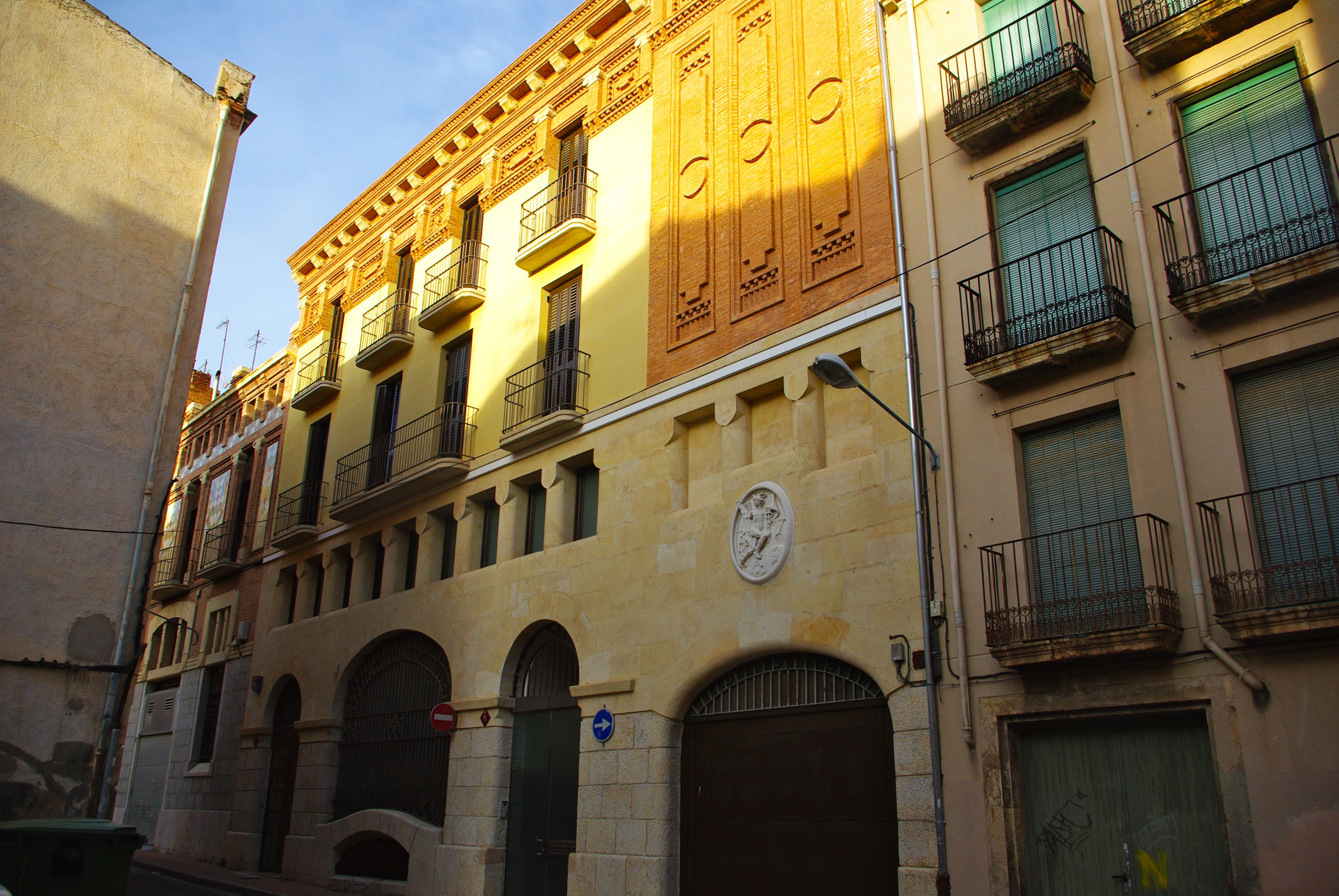
Magatzems del Vilella

L'edifici del carrer de Sant Esteve continua els Magatzems Vilella, construïts pel mateix propietari el 1913 al número 17 del carrer.
Ramon Vilella va fer reformar després a l'arquitecte Pere Caselles una casa al Raval de santa Anna, que venia de la família de la seva dona.

## Història
Els magatzems pertanyen a l'empresa Ramon Vilella, dedicada a l'exportació de fruits secs. Encara que els plànols de l'edifici conservats a l'Arxiu Municipal estan signats per Pau Monguió, cosa que faria pensar en Pere Caselles com a arquitecte, fonts de la família Vilella informen que l'arquitecte va ser Pere Domènech Roura, conegut pel propietari, que va ser vocal del consell d'administració de l'Institut Pere Mata. Alguns enigmes envolten la façana dels magatzems d'estil noucentista que Ramon Vilella Estivill va encarregar a Pere Domènech Roura: per què aixecar una façana monumental amb tres tipus de pedra de qualitat, virtuosa fàbrica de maó, i un arquitecte de primera línia al carrer del darrere en lloc de lluir-se a la façana principal, del raval de Jesús, 44? Ramon Vilella ja tenia una casa al Raval de santa Anna, que venia de la família de la seva dona.